# Tosa Mitsuyoshi
Tosa Mitsuyoshi (japanisch 土佐 光吉, Künstlername: Kyūyoku (久翌); geb. 1539; gest. 22. Juni 1613) war ein japanischer Maler der Tosa-Schule während der Muromachi- und Momoyama-Zeit.

## Leben und Werk
Tosa Mitsuyoshi war Schüler (oder nach einer anderen Ansicht zweiter Sohn) von Tosa Mitsumochi und der Vater von Mitsunori. In jedem Fall übernahm er den Hauptzweig der Tosa-Schule, da Mitsumochis ältester Sohn während des Angriffs, den Kinoshita Tōkichirō 1569 auf die Provinz Tajima (但馬国) ausführte, ums Leben kam. Im Zusammenhang mit dem Niedergang des kaiserlichen Hofes und des Shogunats am Ende der Muromachi-Zeit war dies ein großer Schlag, den Status der Tosa-Familie betreffend. Dies, und dazu noch das jugendliche Alter seines Nachfolgers, führte dazu, dass die Position des Oberhauptes der Abteilung für Malerei am Hofe (繪所, E-dokoro) verloren ging.
Der altgewordene Mitsumochi vertraute später die Sorge um seine drei Enkelkinder und auch die Zukunft der Tosa-Schule seinem Schüler Genji an. Genji ließ sich in Sakai nieder und setzte seine malerischen Aktivitäten unter dem Namen Tosa fort. Er und Mitsuyoshi scheinen dieselbe Person gewesen zu sein. Sakai, das sich durch die Aktivitäten der Bürger zu einer blühenden Handels- und Hafenstadt entwickelt hatte, die sich selbst regierte, bot Gelegenheit, dass Mitsuyoshi sich auch als Auftragnehmer im Rahmen der Kanō-Schule und als „städtischer Maler“ (町絵師, Machi eshi) betätigen konnte.
In den auf uns überkommenden Werken Mitsuyoshis ist wenig von der Vitalität der Bürger oder der Krieger seiner Zeit zu sehen. Aber es wird angenommen, dass die vielfarbigen Stellschirme und Wandbilder (障壁画, Shōheki-ga) auf Goldgrund der Kanō-Schule dieser Zeit einen Teil ihrer Wirkung der Technik des Yamatoe-Stils verdanken, der von Mitsuyoshi und seinem ältesten Sohn Mitsunori eingeführt worden war.
Das Stellschirm-Paar mit den Themen Sekiya (関谷), Miyuki (御幸), Ukifune (浮船), die dem Genji-Monogatari entnommen sind, und die Bildrolle mit dem Titel „Genji-Monogatari zugachō“ (源氏物語図画帳) im Nationalmuseum Kyōto beinhalten traditionelle Themen in guter und detailliert konservativer Form. Sie belegen in exemplarischer Weise, dass sich der Tosa-Stil sowohl von dem der damals stark nachgefragten Kanō-Schule als auch von der neuen malerischen Richtung eines Tawaraya Sōtatsu unterscheidet.

## Bilder

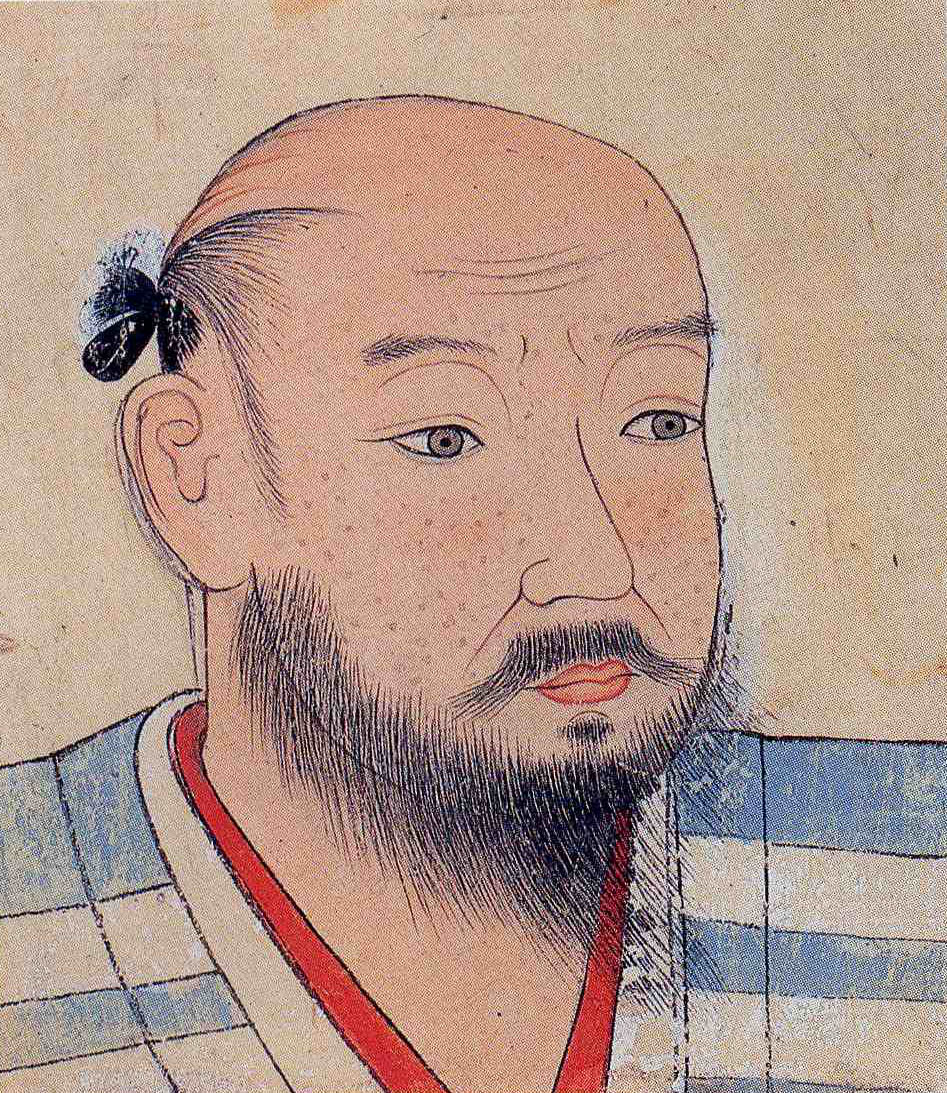
Ashikaga Yoshiteru
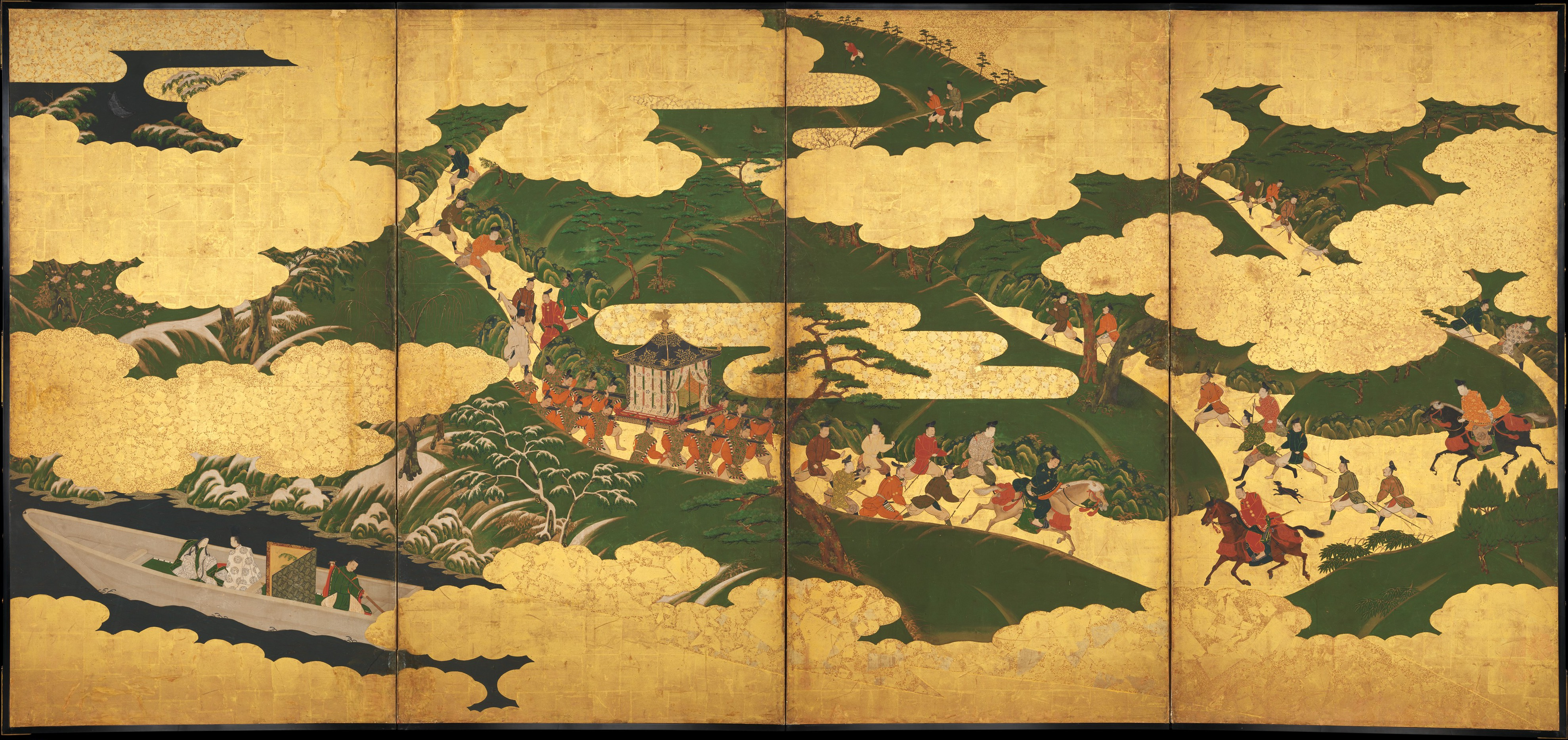
Genji-Monogatari 2
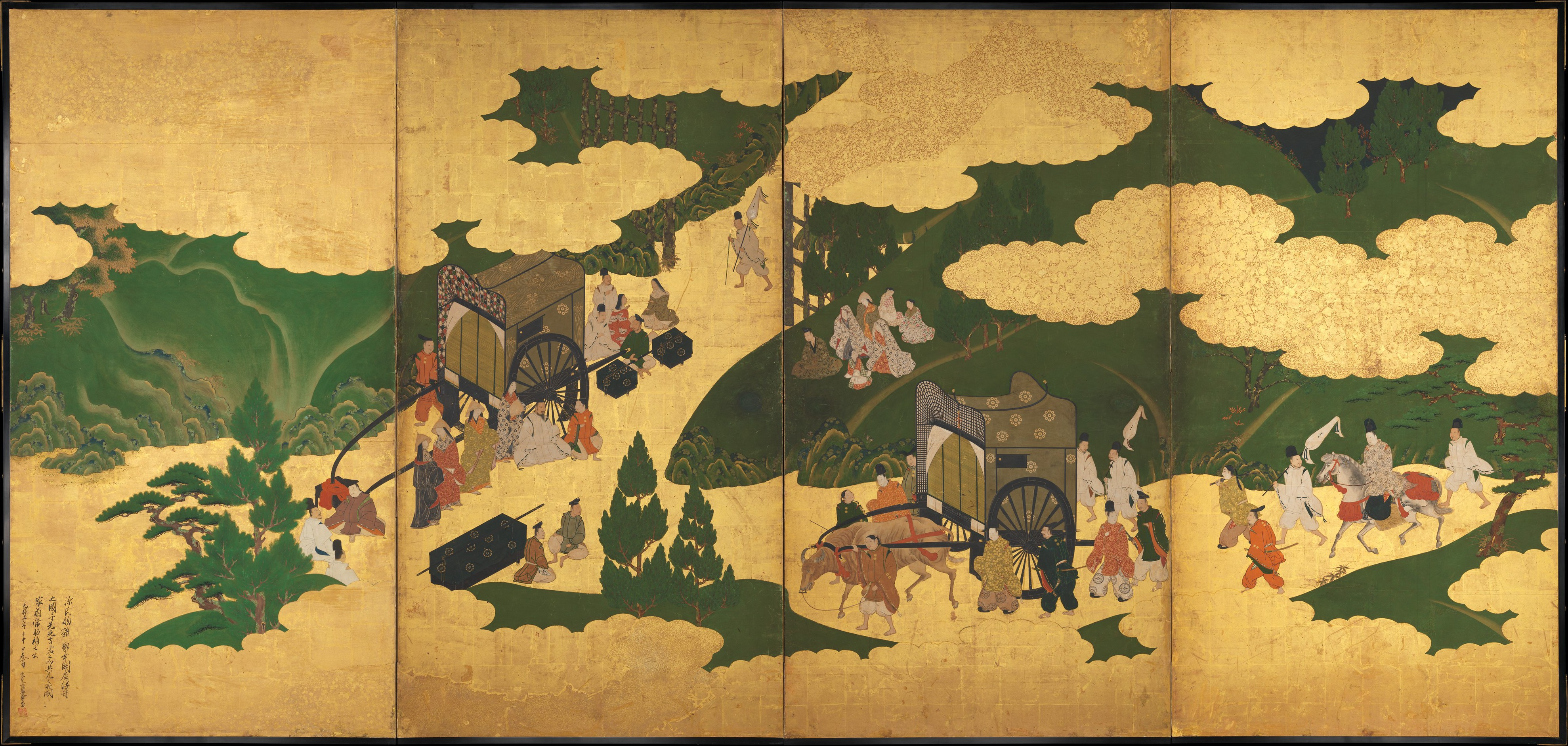
Genji-Monogatari 1
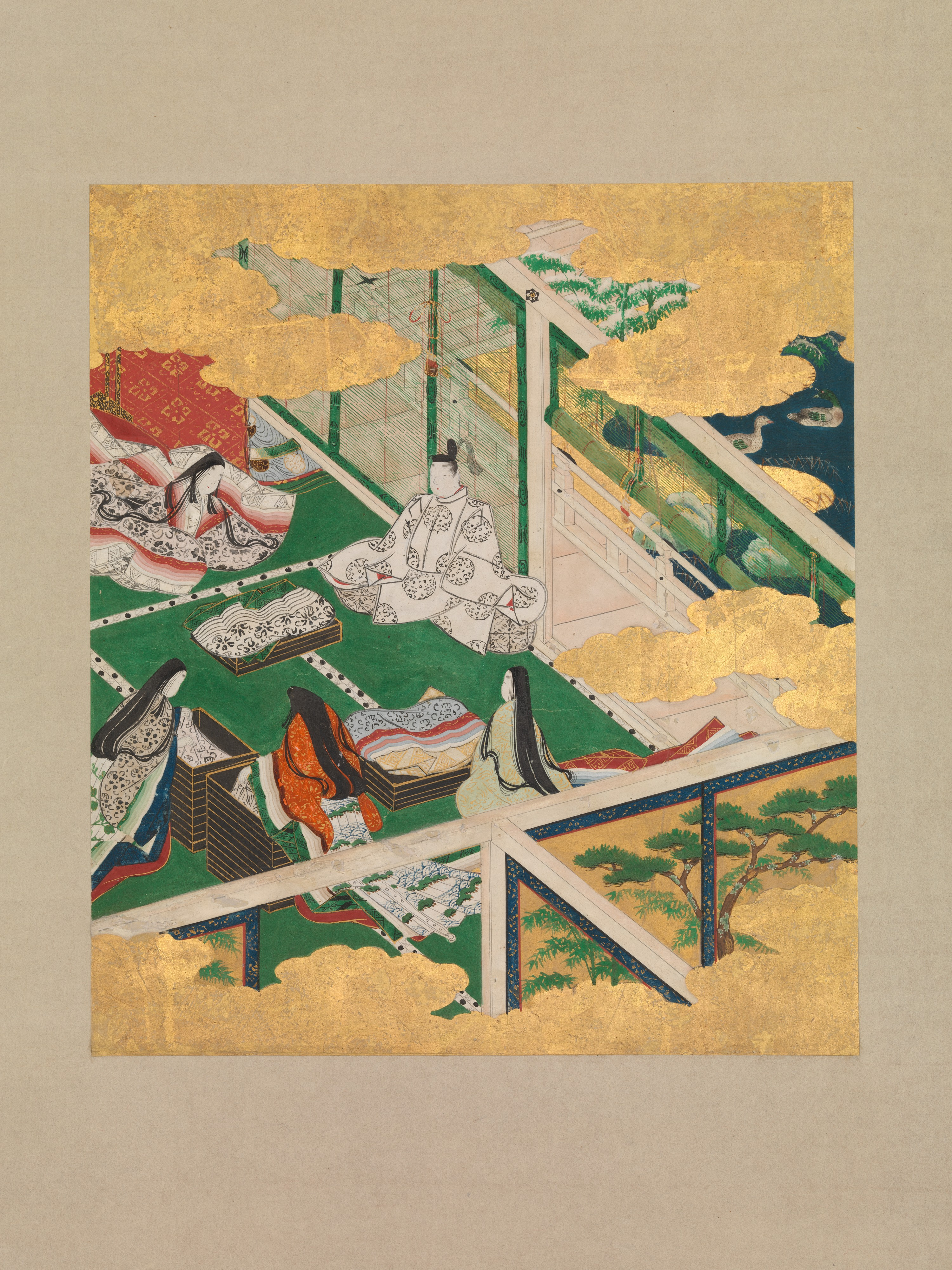
Aus dem Genji-Zugachō.
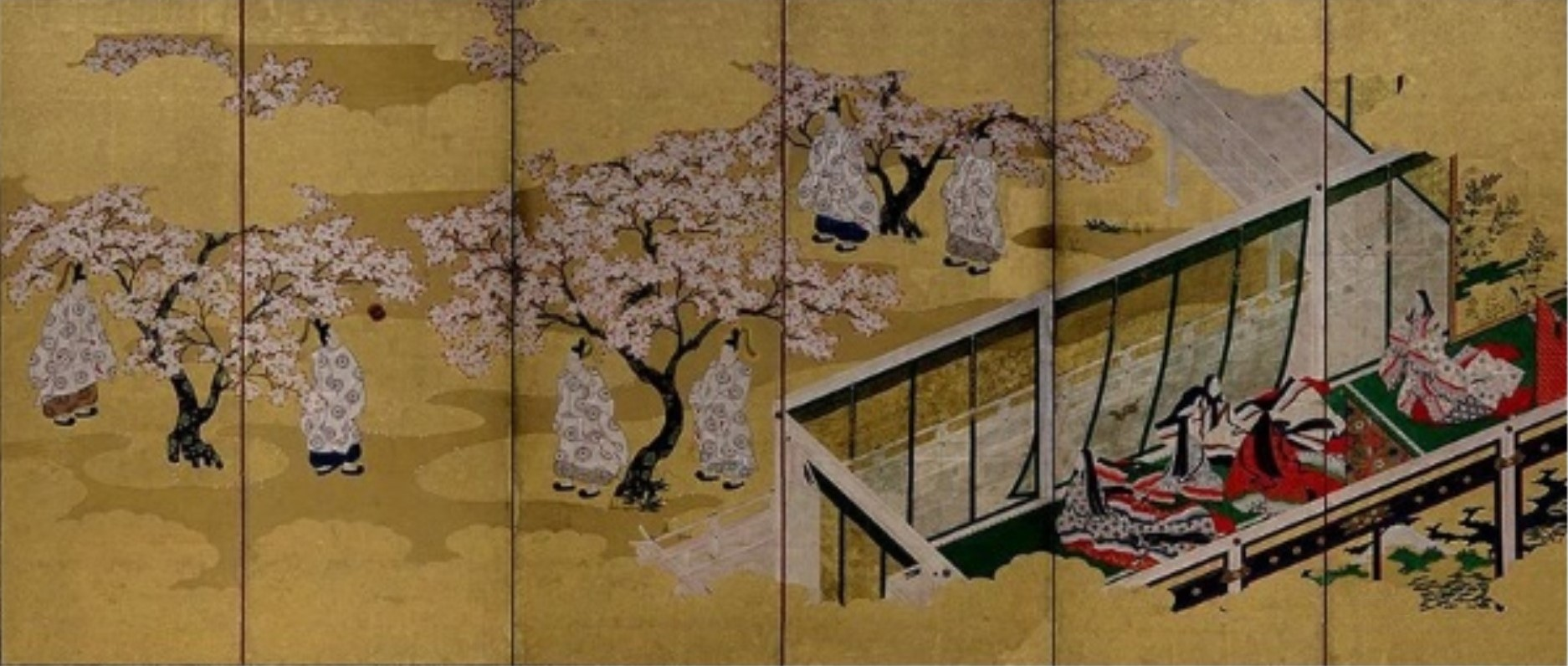
Genji-Monogatari
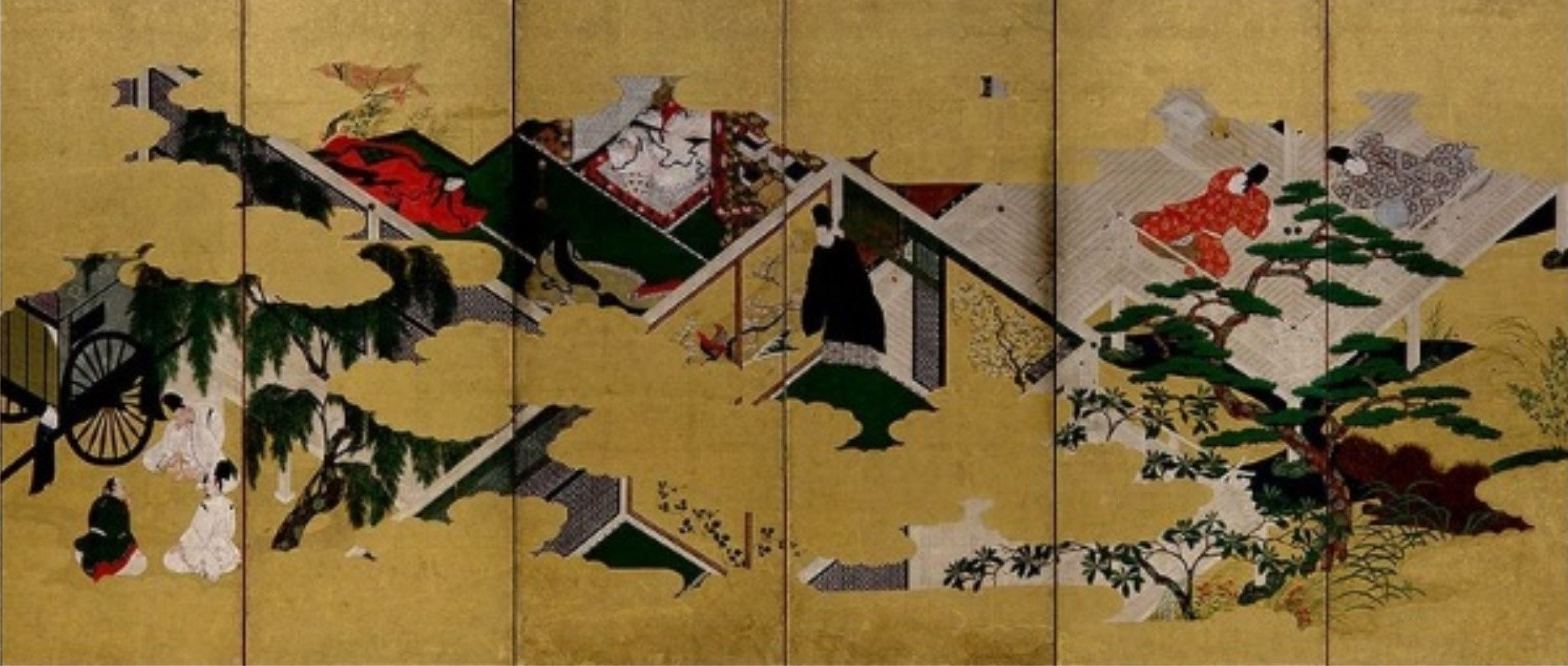
Genji-Monogatari